# Toni Siriko
Đenaro Entoni „Toni“ Siriko, Mlađi  (engl. Genaro Anthony "Tony" Sirico, Jr; Bruklin, 29. jul 1942 — Fort Loderdejl, 8. jul 2022) bio je američki glumac najpoznatiji po ulozi mafijaša Polija Goltijerija u televizijskoj seriji „Porodica Soprano“.

## Privatni život
Toni Siriko je amerikanac italijanskog porekla rođen 29. jul 1942. u Bruklinu, Njujork (SAD). Svoj nemirni duh pokazivao je još u ranoj mladosti, pa je često imao problema sa zakonom a prvi put je uhapšen već sa sedam godina zbog krađe kovanog novca sa kioska. Šezdesetih godina prošlog veka je često povezivan sa mafijom, a u tom periodu je bio poznat pod nadimkom „Džunior“. Hapšen je ukupno dvadeset osam puta a dva puta je i osuđen, prvi put zbog ilegalnog nošenja vatrenog oružja, a drugi put zbog učestvovanja u oružanoj pljački. Interesovanje za glumu je pokazao za vreme služenja druge zatvorske kazne u zatvoru „Sing Sing“, tačnije kada je zatvor posetila putujuća grupa glumaca pod nazivom „Pozorište Zaboravljenih“ (engl. The Theater of the Forgotten) koju su uglavnom činili bivši robijaši.

## Karijera
Svoju prvu ulogu je ostvario u filmu „Ludi Džo“ (engl. Crazy Joe) 1974. godine. U toku glumačke karijere pojavio se u više filmova koji su imali uspeha kako kod kritičara, tako i po zaradama, među kojima su „Dobri momci“ (engl. Goodfellas) iz 1990. i „Mrtvi predsednici“ (engl. Dead Presidents) iz 1995. godine. Često je sarađivao sa režiserom Vudijem Alenom, tačnije u njegovim filmovima „Meci po Brodveju“ (engl. Bullets Over Broadway) iz 1994, „Moćna Afrodita“ (engl. Mighty Aphrodite) iz 1995, i „Poznata ličnost“ (engl. Celebrity) iz 1998. godine.

### Porodica Soprano
I ako je glumio u velikom broju filmova, najpoznatiju ulogu je ostvario u televizijskoj seriji „Porodica Soprano“ iz 1999. godine u kojoj mu je režiser Dejvid Čejs poverio ulogu Polija Goltijerija, jednog od najbližih saradnika Tonija Soprana, glavnog lika serije. Za svoje izvođenje u pomenutoj seriji je bio nominovan za „Nagradu udruženja filmskih glimaca“ (engl. Screen Actors Guild Awards) za najbolje izvođenje glumačke postave u drama seriji koju je u dva navrata i osvojio, 2000. i 2008. godine.

## Zanimljivosti
- Po sopstvenim rečima, glumio je u oko četrdeset i pet filmova, od kojih je u četrdeset glumio mafijaše, a u ostalih pet korumpirane policajce.
- U „Dobrim momcima“ je glumio mafijaša Tonija kome se šef zove Poli, a u „Porodici Soprano“ mafijaša Polija kome se šef zove Toni.
- Proveo je pet godina u američkoj vojsci.
- Živi u Bruklinu sa sinom i ćerkom, a u slobodno vreme trenira karate i kung fu.[4]

## Spoljašnje veze
- Toni Siriko на веб-сајту  (језик: енглески)